# Polly et moi
Pour plus de détails, voir Fiche technique et Distribution.
Polly et moi ou Voici Polly au Québec (Along Came Polly) est un film américain réalisé par John Hamburg, sorti en 2004.

## Synopsis
Reuben Feffer, un actuaire prudent travaillant pour une grande compagnie d'assurance-vie, célèbre sa lune de miel avec sa nouvelle épouse, Lisa Kramer, sur l'île de Saint-Barthélemy. Il surprend cependant Lisa en train d'avoir une relation sexuelle avec Claude, un instructeur de plongée français. Lisa affirme être amoureuse de Claude et décide de rester à Saint-Barthélemy avec lui. Reuben rentre seul à New York et tente de reconstruire sa vie. Alors qu'il se trouve dans une galerie d'art avec son ami et témoin Sandy Lyle (un acteur rendu célèbre par un rôle d'adolescent mais qui n'a plus rien fait depuis), il rencontre Polly Prince, une ancienne camarade du collège.
Reuben invite Polly à sortir, et elle lui propose un dîner dans un restaurant marocain, ce qu'il accepte malgré son syndrome du côlon irritable. Le rendez-vous tourne mal quand Reuben bouche les toilettes de Polly, mais elle lui accorde une seconde chance, et ils vont ensemble danser la salsa. Polly danse de façon provocante avec son ami Javier, ce qui met Reuben mal à l'aise. Il avoue alors détester la nourriture épicée et éviter généralement les comportements « à risque » que Polly apprécie clairement. Malgré cela, Polly le ramène chez elle, et ils font l'amour.
Polly et Reuben continuent à se fréquenter régulièrement. Polly pousse Reuben à tenter de nouvelles expériences, tout comme Leland Van Lew, un PDG aventureux qui souhaite que la compagnie de Reuben l'assure afin de maintenir le contrôle de son entreprise après une introduction en bourse. Reuben demande également à Javier de lui apprendre la salsa, ce qui lui permet de surprendre et de séduire Polly lorsqu'ils retournent au club de danse.
Lorsque Lisa revient, espérant se réconcilier avec Reuben, Polly est perturbée par le fait que Reuben la présente comme sa petite amie. Reuben est alors partagé entre la spontanée mais insaisissable Polly et la familière Lisa. Il introduit des informations sur elles deux dans un programme informatique d'assurance qui mesure les risques, et celui-ci penche en faveur de Polly. Les résultats indiquent que malgré ses nombreuses maladresses avec elle, Polly est le choix le moins risqué pour lui malgré l'avis contraire de Sandy.
Van Lew emmène Reuben et Polly lors d'une sortie en voilier. Alors que tous deux s'abritent sous le pont pendant une tempête, Polly découvre l'évaluation des risques et se dispute avec Reuben. Elle refuse sa proposition d'emménager ensemble et lui dit qu'il ferait mieux de retourner avec Lisa.
De retour chez lui, Reuben est désespéré d'avoir perdu Polly et invite Lisa au vernissage du spectacle de Sandy. Sur place, il apprend que Polly quitte New York dans quelques heures. Au même moment, il est convoqué d'urgence à son travail pour présenter son analyse des risques concernant Van Lew.
Après un discours inspirant de son père, Irving, à Sandy, sur l'importance de ne pas vivre dans le passé, Reuben réalise qu'il veut être avec Polly et non avec Lisa. Il se précipite alors vers l'appartement de Polly pour l'empêcher de partir. Pendant ce temps, Sandy remplace Reuben à la présentation du dossier Van Lew et réussit à convaincre le conseil d'assurer ce dernier.
Reuben retrouve Polly et essaie de la persuader de rester. Toujours incertaine quant à leur compatibilité, elle hésite, jusqu'à ce que Reuben mange de la nourriture tombée par terre pour lui prouver qu'il est prêt à prendre des risques. Convaincue, Polly accepte finalement de continuer à sortir avec Reuben. Ils décident tous deux d'avancer étape par étape dans leur relation et de ne pas précipiter un mariage.
Un an plus tard, Reuben et Polly retournent en vacances sur la même plage à Saint-Barthélemy. Reuben s'est considérablement détendu, tandis que Polly s'est habituée à l'engagement. Ils recroisent Claude, mais au lieu d'être en colère, Reuben le remercie d'avoir déclenché la série d'événements qui l'ont conduit jusque-là, avant de se jeter nu à l'eau avec Polly pour rejoindre Leland sur son nouveau bateau et faire de la plongée (ce qu'il avait eu peur de faire avec Lisa).

## Fiche technique
- Titre français : Polly et moi
- Titre québécois : Voici Polly
- Titre original : Along Came Polly
- Réalisation : John Hamburg
- Scénario : John Hamburg
- Musique : Theodore Shapiro
- Photographie : Seamus McGarvey
- Montage : William Kerr & Nick Moore
- Production : Danny DeVito, Michael Shamberg & Stacey Sher
- Sociétés de production : Universal Pictures & Jersey Films
- Société de distribution : Universal Pictures
- Pays :  États-Unis
- Langue : anglais
- Format : Couleur - DTS - Dolby Digital - SDDS - 35 mm - 1.85:1
- Genre : comédie romantique
- Budget : 42 000 000 $
- Genre : 86 min
- Dates de sortie :  
  - États-Unis : 16 janvier 2004
  - France : 10 mars 2004

## Distribution
- Ben Stiller (VF : Maurice Decoster ; VQ : Alain Zouvi) : Reuben Feffer
- Jennifer Aniston (VF : Dorothée Jemma ; VQ : Marjorie Smith) : Polly Prince
- Philip Seymour Hoffman (VF : Gilles Morvan) : Sandy Lyle
- Alec Baldwin (VF : Emmanuel Jacomy ; VQ : Pierre Auger) : Stan Indursky
- Debra Messing (VF : Emmanuèle Bondeville ; VQ : Marika Lhoumeau) : Lisa Kramer
- Bryan Brown (VF : Hervé Bellon ; VQ : Sébastien Dhavernas) : Leland Van Lew
- Hank Azaria (VF : Julien Kramer ;VQ : Jean-Luc Montminy) : Claude
- Jsu Garcia (VF : Emmanuel Garijo) : Javier
- Michele Lee : Vivian Feffer
- Bob Dishy (VF : Jean-Pierre Gernez) : Irving Feffer
- Missi Pyle (VQ : Nathalie Coupal) : Roxanne
- Judah Friedlander : Dustin
- Kevin Hart : Vic
- Mark Adair-Rios (VF : Lucien Jean-Baptiste) : décorateur gâteau
- Masi Oka (VF : Paolo Domingo) : Wonsuk